# Piotr Gorczakow (1917–2002)
Piotr Andriejewicz Gorczakow (ros. Пётр Андре́евич Горчако́в, ur. 10 listopada?/23 listopada 1917 we wsi Borinskoje w guberni woroneskiej (obecnie w obwodzie lipieckim), zm. 18 maja 2002 w Moskwie) – radziecki generał pułkownik, Bohater Związku Radzieckiego (1943).

## Życiorys
Do 1933 skończył 7 klas szkoły, potem pracował w stanicy maszynowo-traktorowej, a od lutego do maja 1936 w rejonowym oddziale gospodarki narodowej, 1936-1938 propagandzista i sekretarz rejonowego komitetu Komsomołu. W 1937 ukończył Woroneski Oddział Instytutu Zaocznego Kształcenia Aktywu Partyjnego, w październiku 1938 wstąpił do Armii Czerwonej, był sekretarzem biura Komsomołu samodzielnego batalionu, a 1939-1940 pomocnikiem szefa wydziału politycznego sekcji specjalnej garnizonu miasta Czyty. Od marca do sierpnia 1940 pełnił funkcję instruktora do pracy komsomolskiej wydziału politycznego sztabu Zabajkalskiego Okręgu Wojskowego, w maju 1941 został zdemobilizowany, w czerwcu 1941 był kierownikiem Wydziału Propagandy i Agitacji Borinskiego Komitetu Rejonowego WKP(b), po ataku Niemiec na ZSRR ponownie zmobilizowany, w styczniu 1942 ukończył kursy doskonalenia kadry politycznej przy Orłowskim Okręgu Wojskowym, następnie skierowany na front. Od stycznia do maja 1942 sekretarz odpowiedzialny biura partyjnego 6 Pułku Piechoty Gwardii, od maja do lipca 1942 starszy instruktor propagandy Wydziału Politycznego 6 Dywizji Piechoty Gwardii, walczył na Froncie Briańskim, w marcu 1942 ranny pod Wołchowem.
Od lipca 1942 do października 1943 był wojskowym komisarzem i zastępcą dowódcy 1033 Pułku Piechoty ds. politycznych, walczył na Froncie Briańskim, Centralnym i Woroneskim, brał udział w operacji charkowskiej, bitwie pod Kurskiem, operacji orłowskiej, operacji czernihowsko-priniackiej i bitwie o Dniepr (miał wówczas stopień podpułkownika), w lutym i w lipcu 1943 ranny. Szczególnie wyróżnił się podczas forsowaniu Dniepru w rejonie kozieleckim 25-26 września 1943, w walkach na rzece Teterew 10 października 1943 został ranny i do stycznia 1944 przebywał w szpitalu. W sierpniu 1944 ukończył wyższe kursy doskonalenia kadry politycznej Armii Czerwonej, od września 1944 do maja 1945 był szefem Wydziału Politycznego 276 Dywizji Piechoty 4 Frontu Ukraińskiego, brał udział w operacji wschodniokarpackiej, zachodniokarpackiej, morawsko-ostrawskiej i praskiej. Od sierpnia 1945 do marca 1946 szef Wydziału Politycznego Kursów Doskonalenia Kadry Oficerskiej Piechoty Kubańskiego Okręgu Wojskowego, następnie szef wydziału politycznego dywizji piechoty w Białoruskim Okręgu Wojskowym i szef wydziału politycznego samodzielnej brygady piechoty w Kijowskim Okręgu Wojskowym i korpusu piechoty w Leningradzkim Okręgu Wojskowym, 1950-1956 szef Wydziału Politycznego 5 Armii w Nadmorskim Okręgu Wojskowym.
W 1954 ukończył Akademię Wojskowo-Polityczną, 1956-1959 był starszym inspektorem Głównego Zarządu Politycznego Armii Radzieckiej i Marynarki Wojennej, 1959-1962 szefem Wydziału Politycznego 3 Armii w Grupie Wojsk Radzieckich w Niemczech, a 1962-1965 I zastępcą szefa Wydziału Politycznego Moskiewskiego Okręgu Wojskowego. Od maja 1965 do sierpnia 1970 zajmował stanowisko szefa Wydziału Politycznego Nadbałtyckiego Okręgu Wojskowego, 1969 ukończył kursy akademickie przy Akademii Wojskowo-Politycznej, od sierpnia 1970 do grudnia 1985 był członkiem Rady Wojskowej – szefem Zarządu Politycznego Wojsk Rakietowych Przeznaczenia Strategicznego, 1972 otrzymał stopień generała pułkownika. Od grudnia 1985 do listopada 1987 był wojskowym konsultantem Grupy Generalnych Inspektorów Ministerstwa Obrony ZSRR, następnie zakończył służbę wojskową. Od 9 kwietnia 1971 do 25 lutego 1986 zastępca członka KC KPZR. Deputowany do Rady Najwyższej ZSRR od 8 do 11 kadencji (1970-1989) i do Rady Najwyższej Litewskiej SRR 7 kadencji (1967-1971). Pochowany na Cmentarzu Kuncewskim.

## Odznaczenia
- Złota Gwiazda Bohatera Związku Radzieckiego (17 października 1943)
- Order Lenina (dwukrotnie – 17 października 1943 i 21 lutego 1978)
- Order Rewolucji Październikowej (21 lutego 1974)
- Order Czerwonego Sztandaru (dwukrotnie – 9 lipca 1943 i 16 lutego 1982)
- Order Wojny Ojczyźnianej I klasy (trzykrotnie – 22 lutego 1945, 15 czerwca 1945 i 11 marca 1985)
- Order Czerwonej Gwiazdy (pięciokrotnie – 20 lutego 1943, 30 listopada 1954, 22 listopada 1967, 22 lutego 1968 i 20 listopada 1987)
- Order „Za służbę Ojczyźnie w Siłach Zbrojnych ZSRR” III klasy (17 lutego 1976)
- Medal „Za zasługi bojowe” (20 czerwca 1949)
- Order Odrodzenia Polski (Polska)
- Order Czerwonego Sztandaru (Mongolska Republika Ludowa)
- Order 9 września 1944 I klasy (Ludowa Republika Bułgarii)

I inne.